# Monoxia guttulata
Monoxia guttulata es una especie de insecto coleóptero de la familia Chrysomelidae.
Fue descrita científicamente en 1857 por LeConte.